# Alone (E.M.D.-låt)
Alone är en singel av gruppen E.M.D., släppt den 17 september 2008. Det är den tredje singeln att släppas från gruppens debutalbum A State of Mind. Låten tillbringade en vecka på plats #1 på den sverigetopplistan. 

## Spårlista
1. Alone
2. Alone - Instrumental

## Listplaceringar
| Lista (2008) | Topplacering |
| ------------ | ------------ |
| Sverige      | 1            |

### Fotnoter
1. ↑  ”Listplacering”. Arkiverad från originalet den 29 november 2011. https://web.archive.org/web/20111129022548/http://hitparad.se/showitem.asp?interpret=E.M.D.&titel=Alone&cat=s. Läst 27 juni 2011.